# Mughiphantes hindukuschensis
Mughiphantes hindukuschensis là một loài nhện trong họ Linyphiidae.
Loài này thuộc chi Mughiphantes. Mughiphantes hindukuschensis được František Miller & Jan Buchar miêu tả năm 1972.